# ابیتاس (نیومکزیکو)
ابیتاس، نیو مکزیکو (به انگلیسی: Abeytas, New Mexico) در ایالات متحده آمریکا با جمعیت ۵۶ نفر است که در نیومکزیکو واقع شده‌است.